# Fatal Flowers
Die Fatal Flowers sind eine Blues-Rock-Band aus Amsterdam, die von 1984 bis 1990 aktiv war, 2019 nochmals zusammenfand und auf Tour ging.

## Geschichte

### Musiklandschaft Niederlande
In den frühen 1980er Jahren wurde die niederländische Popmusik von niederländischsprachiger Musik dominiert, aber auch englischsprachige niederländische Bands (Herman Brood & His Wild Romance, Ivy Green, New Adventures, The Meteors, The Nits, Urban J Vitesse) hatten noch ihren Platz in den niederländischen Charts und auch neue Bands wie Vandenberg und Urban Heroes. Des Weiteren Bands wie Golden Earring, Time Bandits und Spargo gehörten dazu, bis hin zur Gothikband Clan of Xymox. Die musikalischen Highlights im Jahr 1984 waren das Debüt von den Claw Boys Claw veröffentlichen ihr Debüt Shocking Shades Of Claw Boys Claw und Richard Janssen gründete die Fatal Flowers.

### Bandgeschichte
Das erste Konzert der Band fand am 23. November 1984 statt. Am nächsten Tag verließ Erwin Wolters die Band und wurde durch Dirk Heuff ersetzt. Zusammen mit anderen Bands wie L’Attentat und Blue Murder und The Thought prägten sie den Begriff "Amsterdamer Gitarrenschule" (manchmal auch "Amsterdam Guitar Mafia" genannt): melodischer Gitarrenrock, der Psychedelik mit Rock vermischte und die die Punk-Ethik des "Do It Yourself" (DIY).
Anfang 1985 schloss sich die Band mit der Managementfirma The Syndicate of Melody zusammen. Anfang 1985 unterschrieb die Band einen Plattenvertrag bei der WEA und veröffentlichten ihre erste EP, die von Craig Leon produziert worden war.
Das erste vollständige Album Younger Days wurde von Vic Maile produziert. 1987 erhielten die Flowers einen Edison Award für ihr Album. Im selben Jahr spielten sie im Vorprogramm von Pinkpop.
Das zweite Album der Band Johnny D. Is Back! wurde von Mick Ronson produziert und wurde von den Lesern des Musikmagazins OOR als das beste niederländische Album des Jahres 1988 gefeiert.
Gitarrist Dirk Heuff verließ die Band In diesem Jahr und wurde zunächst durch René van Barneveld ersetzt, der später (als Tres Manos) durch Urban Dance Squad bekannt wurde. Es folgte der damals 17-jährigen Robin Berlijn, der einen großen Eindruck hinterließ und auch mit anderen Künstlern wie Shannon Lyon und Sam Lapides zusammenspielte. Fatal Flowers wurden 1988 mit der Zilveren Harp (de: Silberne Harfe) ausgezeichnet.
1990 verließen die Fatal Flowers die WEA und wechselten zu Mercury Records. Ihr neues Album Pleasure Ground wurde wieder von Mick Ronson produziert.  Das Album (ohne Hitsingle) und die Tour durch die Niederlande und Deutschland waren sehr erfolgreich. Am 24. Juni 1990 trat die Band auf dem Parkpop-Festival in Den Haag auf. Richard Janssen kündigte den letzten Song mit den Worten "one more time The Fatal Flowers" an. Es stellte sich heraus, dass es prophetische Worte waren.

„When the Fatal Flowers broke up, people said we were crazy. They said that we were on the verge of an international breakthrough and some financial windfalls. Nonsense! There were very few contacts abroad. However, in the Netherlands, we were at our peak. So it was time to do something else.“

„Als sich die Fatal Flowers auflösten, sagten die Leute, wir seien verrückt. Sie sagten, wir stünden kurz vor einem internationalen Durchbruch und einigen finanziellen Glücksfällen. Unsinn! Es gab nur sehr wenige Kontakte ins Ausland. In den Niederlanden waren wir jedoch auf dem Höhepunkt. Es war also an der Zeit, etwas anderes zu tun“

Eine Reunion im eigentlichen Sinne hat es danach zunächst nicht gegeben; die Band trat am 3. Juli 2002 im The Blue Tea House im Vondelpark in Amsterdam nur zusammen auf, um die Veröffentlichung der Kompilation Younger Days – The Definitive Fatal Flowers zu promoten.
Am 16. Januar 2019 wurde bekannt gegeben, dass The Fatal Flowers wieder auftreten würden. Im Juni 2019 tourte die Band durch die Niederlande und spielte am 27. und 28. Juni 2019 ihren letzten Gigs der Tour im Amsterdamer Paradiso.

## Tourdaten

### Reunion Tour 2019
- 30. Mai:  Hellendoorn, Dauwpop
- 06. Juni: Den Bosch, Willem Twee
- 07. Juni: Amersfoort
- 08. Juni: Bergen op Zoom, Gebouw-T
- 13. Juni: Groningen, De Oosterpoort
- 14. Juni: Nijmegen
- 15. Juni: Alkmaar
- 16. Juni: Den Haag, Paard
- 20. Juni: Utrecht, Tivoli Vredenburg
- 21. Juni: Hengelo, Metropol
- 22. Juni: Weert, Bosuil
- 26. Juni: Uden, De Pul
- 27. Juni: Amsterdam, Paradiso
- 28. Juni: Amsterdam, Paradiso[5]

## Diskografie

### Singles
- 1985: "Billy" / "Who Loves The Sun"
- 1986: "Younger Days" / "White Mustang"
- 1987: "Well Baby Pt. 2" / "Deep Inside"
- 1988: "Movin’ Target" / "Johnny D. Is Back!"
- 1988: "Rock & Roll Star" / "No Expectations" / "Younger Days"
- 1988: "Second Chance" / "Second Chance"
- 1990: "Better Times" / "Heroes"
- 1990: "Both Ends Burning" / "Burning"
- 1990: "How Many Years" / "Speed Of Life"

### Alben
- 1985: Fatal Flowers (EP)
- 1986: Younger Days
- 1988: Johnny D. Is Back!
- 1990: Pleasure Ground

### Kompilationen
- 1993: Fatal Flowers (EP Fatal Flowers and Album Younger Days auf einer CD)
- 2002: Younger Days – The Definitive Fatal Flowers
- 2019: Radio Sessions 1985–1990